# Ted Langenbach

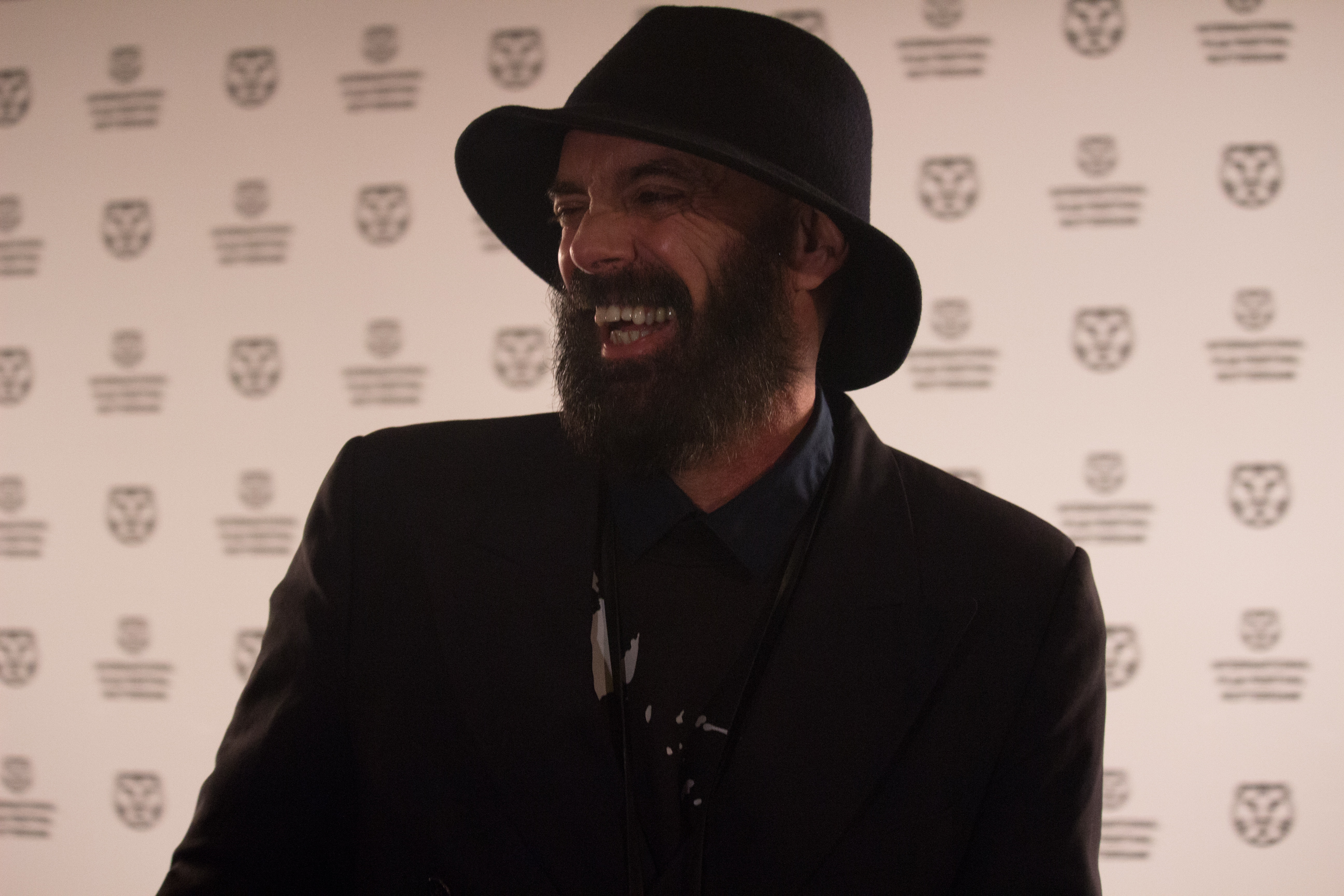
Ted Langebach bij het Internationaal Film Festival Rotterdam 2015

Theodorus Bernardus  (Ted) Langenbach (Rotterdam, 3 mei 1959) is een Nederlandse party-goeroe.
In Rotterdam volgde hij de studierichting Visuele Communicatie en Plastische Vorming aan de Academie voor Beeldende Kunsten.
Langenbach is bekend van de MTC-party's en is hij initiatiefnemer en creatief directeur van de Rotterdamse danceclub Now&Wow en het voormalige WATT. In het begin van de jaren 80 was hij basgitarist bij de punkfunkband Dojoji.
Op 12 oktober 2000 ontving hij de Laurenspenning van de gemeente Rotterdam, vanwege MTC, Now&Wow en zijn inbreng in de cultuurscene in de Maasstad in het algemeen. Verder ontving hij de Rotterdam Promotieprijs en Rotterdam Marketingprijs.